# Atlantic (filme)
Atlantic (também conhecido como Titanic: Disaster In The Atlantic em seu lançamento para home video) é um filme britânico de 1929 em preto e branco que é baseada na malfadada viagem inaugural do RMS Titanic em 1912. dirigido e produzido por Ewald André Dupont e estrelado por Franklin Dyall e Madeleine Carroll. Originalmente, duas versões foram feitas, uma em língua inglesa e uma em língua alemã com o nome de  Atlantik, e foram gravados simultaneamente. Subsequentemente a produção em francês (Atlantis) começou na primavera de 1930 usando diferentes gravações e estória parcialmente alterada. Uma quarta versão foi lançada como filme mudo.

## Enredo
Atlantic é um filme de drama baseado no Naufrágio do RMS Titanic do em um navio de ficção chamado Atlantic. A linha principal do roteiro gira em torno de um homem que tem um caso com outra passageiro, que eventualmente é descoberto por sua esposa. O navio também tem a bordo um casal mais velho, os Rools, que estão em seu cruzeiro de aniversário de casamento. No meio do caminho, no Oceano Atlântico, o Atlantic atinge um iceberg, é danificado e está afundando no Atlântico. O pouco número de botes salva-vidas faz com que a tripulação permita apenas mulheres e crianças embarcarem (embora o capitão permita que alguns homens tomem os últimos botes restantes quando o desastre atinge o seu auge) e muitos casais são separados. A Sra. Rool se recusar a abandonar seu marido e após todos os botes terem partido, todos os passageiros se juntam no convés e cantam "Mais perto quero estar" enquanto o Atlantic afunda no oceano. As cenas finais mostram um grupo de passageiros recitando o Pai Nosso em um lounge inundado.

## Elenco
- Franklin Dyall como John Rool
- Madeleine Carroll como Monica
- John Stuart como Lawrence
- Ellaline Terriss como Alice Rool
- Monty Banks como Dandy
- Donald Calthrop como Pointer
- John Longden como Lanchester
- Arthur Hardy como Maj Boldy
- Helen Haye como Clara Tate-Hughes
- D.A. Clarke-Smith como Freddie Tate-Hughes
- Joan Barry como Betty Tate-Hughes
- Francis Lister como Padre
- Sydney Lynn como Capitão Collins
- Syd Crossley como telegrafista
- Dino Galvani como tripulante
- Danny Green como passageiro
- Fanny Wright como passageiro

## Produção
O filme foi filmado a bordo do transatlântico da White Star Line, RMS Majestic. O filme foi originalmente feito como Titanic mas após ações judiciais foi rebatizado de Atlantic. A White Star Line, que era proprietária do Titanic, ainda estava em operação na época e realmente tinha possuído um navio chamado RMS Atlantic que foi perdido em 1873. A cena final do longa-metragem era do navio naufragando, mas foi cortada da edição final para evitar transtornos com os sobreviventes do naufrágio do RMS Titanic. Essa filmagem agora é considerada perdida. Uma reconstrução do final original foi usado uma cena final do filme Titanic de 1953 foi disponibilizada online.

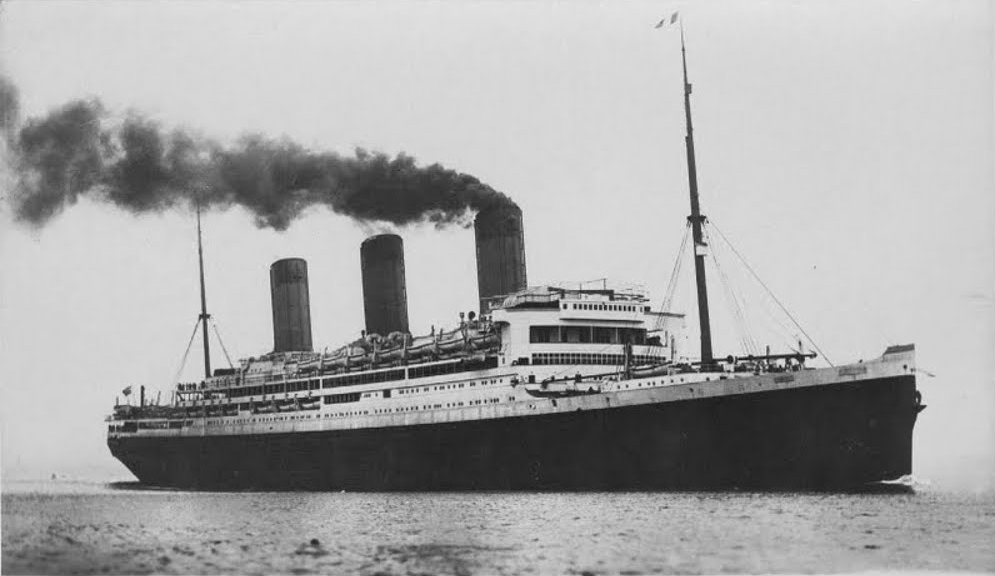
O RMS Majestic foi usado no filme como RMS Titanic, mas devido a White Star Line ter proibido o nome Titanic no filme, porque a trágedia ainda estava nas lembranças da empresa, foi renomeado para Atlantic.

Localização:

### Som
Atlantic foi um dos primeiros filmes britânicos feitos com trilha sonora gravado opticamente no filme (sound-on-film), e foi o primeiro filme alemão com som. Na Inglaterra, foi lançado em versões sonoras e mudas. A versão francesa foi o quarto filme com sound-on-film.
Como o primeiro filme sonoro sobre o a Viagem Inaugural do RMS Titanic, é também o primeiro a apresentar a canção "Mais perto quero estar", que é tocada pela banda do navio e cantada pelos passageiros e tripulação.